# Blue Origin NS-16
NS-16 est une mission spatiale suborbitale opérée par Blue Origin qui s'est déroulée le 20 juillet 2021. Il s'agit du premier vol habité organisé par cette entreprise américaine, créée en 2000 par le milliardaire Jeff Bezos.

## Déroulement de la mission
L'ensemble prend son envol à 8 h 11 (13 h 11 GMT), avec quelques minutes de retard sur l'horaire prévu, le vol a duré 10 minutes et 10 secondes. La fusée porteuse a accéléré vers l'espace à des vitesses dépassant Mach 3 à l'aide d'un moteur BE-3 brûlant un mélange d'hydrogène et d'oxygène liquides.
La capsule s'est ensuite détachée du propulseur, lequel est retourné se poser sur le sol. Les astronautes amateurs ont passé quelques minutes à 107 km, au-delà de la ligne de Kármán fixée à 100 km et qui marque la limite reconnue internationalement entre l'atmosphère terrestre et l'espace. 
La mission était le seizième vol du lanceur et véhicule spatial intégré New Shepard, et son premier vol avec un équipage. Il a transporté dans l'espace le milliardaire américain et fondateur de Blue Origin Jeff Bezos, son frère Mark, la pilote et candidate astronaute américaine, du groupe Mercury 13, Wally Funk et l'étudiant néerlandais Oliver Daemen. 
La mission a été lancée depuis le site de lancement suborbital « Launch Site One » de Blue Origin du Corn Ranch (domaine du maïs), situé dans l'ouest du Texas. Elle s'est effectuée à bord du booster New Shepard NS4 et du vaisseau spatial RSS First Step, tous deux ayant déjà volé sur NS-14 et NS-15 plus tôt dans l'année,,.

## Particularités de la mission

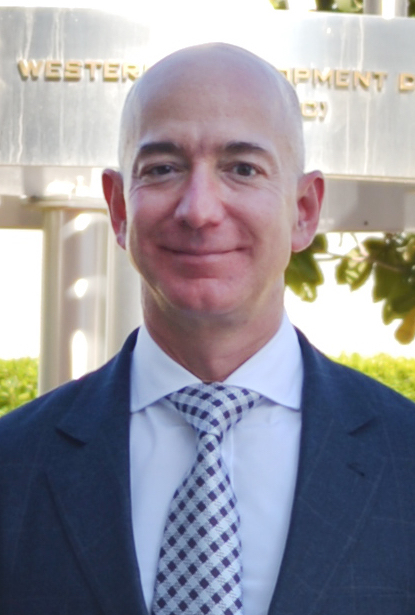
Jeff Bezos

NS-16 a été le premier vol spatial habité lancé depuis l'État américain du Texas. Sur ce vol, Daemen et Funk, qui avaient respectivement 17 et 82 ans, sont devenus les personnes les plus jeunes et les plus âgées à voyager dans l'espace,.
Il s'agit du premier vol touristique de nature privée à dépasser la Ligne de Kármán qui définit la limite entre l'atmosphère terrestre et l'espace, pour la Fédération aéronautique internationale, son concurrent, le milliardaire Richard Branson parti neuf jours avant Jeff Bezos dans son avion spatial sub-orbital VSS Unity, n'étant pas parvenu à cette limite.
Les passagers ont connu quelques minutes d'« apesanteur » (en fait micropesanteur), au sommet de leur vol parabolique et bénéficié d'une vue imprenable sur la Terre car  la capsule comprend de grandes fenêtres leur permettant d'observer l'espace extérieur.

## Autour de la mission
Ce vol a été prévu pour marquer le 52e anniversaire de l'alunissage d'Apollo 11 qui s'est posé sur la Lune le 20 juillet 1969 (UTC).
Jeff Bezos, organisateur et financeur de cette mission, a quitté son poste de PDG d'Amazon le 5 juillet 2021, soit quinze jours avant le lancement de ce premier vol habité, afin de mieux se consacrer à ce projet spatial, cette mission n'étant qu'une étape.

## Équipage

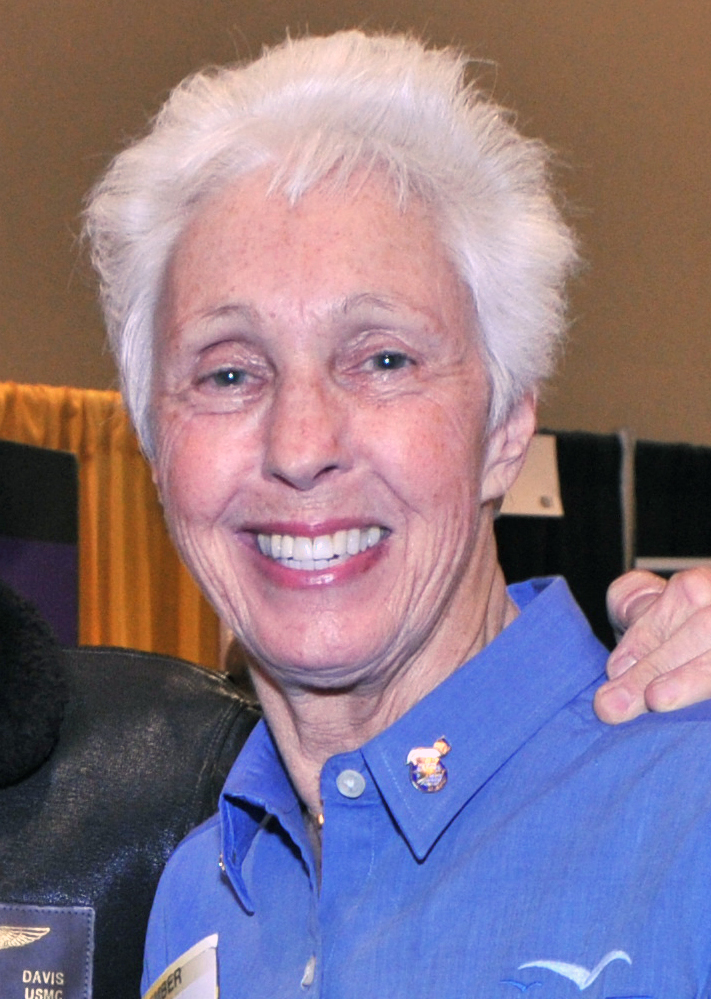
À l'occasion de cette mission, Wally Funk devient la doyenne des humains à s'être rendus dans l'espace

Quatre membres d'équipage ont volé sur NS-16,. À l'origine, un gagnant anonyme d'une enchère de 28 millions de dollars organisée par Blue Origin pour soutenir son programme « Club for the Future » devait occuper le quatrième siège sur RSS First Step pendant le vol,. Cependant, en raison de conflits de calendrier non spécifiés, le membre d'équipage a été réaffecté pour un futur vol de New Shepard, avec Daemen prenant cette place, devenant le plus jeune astronaute dans l'espace,. Le siège a été payé par le père d'Oliver, Joes Daemen, cofondateur et PDG de la société de capital-investissement Somerset Capital Partners,. 
- Passager : Jeff Bezos (1),  États-Unis
- Passager : Mark Bezos (1),  États-Unis
- Passager : Wally Funk (1),  États-Unis
- Passager : Oliver Daemen (1),  Pays-Bas

Le chiffre entre parenthèses indique le nombre de vols spatiaux effectués par l'astronaute, Blue Origin NS-16 inclus.